# 高畠勉
高畠 勉（たかはた つとむ、1968年6月16日 - ）は、大阪府高槻市出身の元サッカー選手。サッカー指導者。現役時代のポジションはミッドフィールダー。

## 来歴
北陽高校から大阪体育大学を経て、1991年に富士通に入社。当時日本サッカーリーグ2部に所属していた富士通サッカー部（現：川崎フロンターレ）で選手としてプレーし、1995年シーズンを以て引退した。
1996年よりチーム名を変更した富士通川崎フットボールクラブのコーチに就任。2000年より川崎の育成部コーチ、2001年よりトップチームのコーチを歴任した。2007年にJFA 公認S級コーチのライセンスを取得。
2008年4月、監督の関塚隆が健康不安を理由に辞任し、後任監督に就任した。急な監督就任であったため連携面の熟成には至らず、多分に外国人選手の個人技に頼ったサッカーではあったものの、長年3バックを用いてきた川崎に4バックを採用するなど、関塚のサッカーを引き継ぎつつも独自の戦術で優勝争いを展開し、チームは最終的に2位まで躍進した。
2009年には体調が回復した関塚の監督復帰に伴い、一度はヘッドコーチ職に復帰。シーズン終了後、タイトルを逃した事を理由に契約更新を断って辞任した関塚に代わり、2010年シーズンから再度川崎の監督に就任した。しかし、シーズン途中に川島永嗣、鄭大世、レナチーニョらの主力が相次いで海外移籍した影響もあって苦戦。タイトルは獲得できず、リーグ戦順位も5位に終わってAFCチャンピオンズリーグ出場権を逃し、同年限りで退任した。
2011年より川崎のアカデミーテクニカルディレクターに就任。2012年より川崎の育成・普及部長に就任。
2013年よりU-17日本代表コーチ兼U-18日本代表アシスタントコーチに就任。
2014年1月29日、川崎の育成・普及部長を退任して、Jリーグ・アンダー22選抜の監督に就任した。なお、前年にJリーグ・アンダー22選抜の監督に内定していると報じられていた。また、当初、Jリーグ・アンダー22選抜の監督に専念していたが、その後、U-21日本代表コーチも兼任することになった。
2016年1月2日、中国・河北華夏幸福のユースチーム監督に就任したことを発表した。
2020年10月、広州恒大Ｕ１７ユースチーム監督に就任。
2022年、中国乙級リーグ・海南之星の監督に就任。
2023年6月、中国超級リーグ・武漢三鎮の監督に就任。

## 所属クラブ
- 西大冠FC[1]
- 高槻市立城南中学校[1]
- 関西大学北陽高等学校[1]
- 大阪体育大学[1]
- 1991年-1995年 富士通サッカー部

## 個人成績
| 国内大会個人成績 | 国内大会個人成績 | 国内大会個人成績 | 国内大会個人成績 | 国内大会個人成績                       | 国内大会個人成績 | 国内大会個人成績 | 国内大会個人成績  | 国内大会個人成績 | 国内大会個人成績 | 国内大会個人成績 | 国内大会個人成績 |
| 年度             | クラブ           | 背番号           | リーグ           | リーグ戦                               | リーグ戦         | リーグ杯         | リーグ杯          | オープン杯       | オープン杯       | 期間通算         | 期間通算         |
| 年度             | クラブ           | 背番号           | リーグ           | 出場                                   | 得点             | 出場             | 得点              | 出場             | 得点             | 出場             | 得点             |
| 日本             | 日本             | 日本             | 日本             | リーグ戦                               | リーグ戦         | JSL杯            | JSL杯             | 天皇杯           | 天皇杯           | 期間通算         | 期間通算         |
| ---------------- | ---------------- | ---------------- | ---------------- | -------------------------------------- | ---------------- | ---------------- | ----------------- | ---------------- | ---------------- | ---------------- | ---------------- |
| 1991-92          | 富士通           | 17               | JSL2部           | 17                                     | 2                | 0                | 0                 |                  |                  |                  |                  |
| 1992             | 富士通           |                  | 旧J1             |                                        |                  | -                | -                 |                  |                  |                  |                  |
| 1993             | 富士通           |                  | 旧J1             |                                        |                  | -                | -                 |                  |                  |                  |                  |
| 1994             | 富士通           |                  | 旧JFL            |                                        |                  | -                | -                 |                  |                  |                  |                  |
| 1995             | 富士通           |                  | 旧JFL            |                                        |                  | -                | -                 |                  |                  |                  |                  |
| 通算             | 日本             | 日本             | JSL2部           | 17                                     | 2                | 0                | 0\|\|\|\|\|\|\|\| |                  |                  |                  |                  |
| 通算             | 日本             | 日本             | 旧JFL            | \|\|\|\|colspan="2"\|-\|\|\|\|\|\|\|\| |                  |                  |                   |                  |                  |                  |                  |
| 総通算           | 総通算           | 総通算           | 総通算           | \|\|\|\|\|\|\|\|\|\|\|\|\|\|           |                  |                  |                   |                  |                  |                  |                  |

- JSL（2部）初出場：1991年9月16日 対読売ジュニオール戦（稲城中央公園総合グラウンド）
- JSL（2部）初得点：1991年10月5日 対ヤンマーディーゼル戦（大和スポーツセンター）

## 指導歴
- 1996年 - 2013年  富士通川崎フットボールクラブ / 川崎フロンターレ
  - 1996年：コーチ
  - 1997年 - 1999年：コーチ
  - 2000年：育成部コーチ
  - 2001年 - 2008年：コーチ
  - 2008年：監督
  - 2009年：ヘッドコーチ
  - 2010年：監督
  - 2011年：アカデミーテクニカルディレクター[1]
  - 2012年 - 2013年：育成・普及部長
- 2012年  第15回日本ブラジル友好カップ Jリーグ選抜監督
- 2013年  U-17日本代表 コーチ 兼 U-18日本代表 アシスタントコーチ
- 2014年 - 2015年  Jリーグ・アンダー22選抜 監督
  - 2014年  U-21日本代表 コーチ
- 2016年 -  河北華夏幸福足球倶楽部 ユース監督
- 2022年-   海南之星 監督
- 2023年-   武漢三鎮足球倶楽部　監督

## 監督成績
| 年度 | クラブ  | 所属 | リーグ戦 | リーグ戦 | リーグ戦 | リーグ戦 | リーグ戦 | リーグ戦 | カップ戦   | カップ戦 |
| 年度 | クラブ  | 所属 | 順位     | 勝点     | 試合     | 勝       | 分       | 敗       | ナビスコ杯 | 天皇杯   |
| ---- | ------- | ---- | -------- | -------- | -------- | -------- | -------- | -------- | ---------- | -------- |
| 2008 | 川崎    | J1   | 2位      | 52       | 27       | 16       | 4        | 7        | 予選リーグ | 5回戦    |
| 2010 | 川崎    | J1   | 5位      | 54       | 34       | 15       | 9        | 10       | ベスト4    | 4回戦    |
| 2014 | J・U-22 | J3   | 10位     | 33       | 33       | 9        | 6        | 18       | -          | -        |

- 2008年は4月より指揮（順位は最終順位）。